# Dasyhelea chilensis
Dasyhelea chilensis är en tvåvingeart som beskrevs av Ingram och John William Scott Macfie 1931. Dasyhelea chilensis ingår i släktet Dasyhelea och familjen svidknott. Inga underarter finns listade i Catalogue of Life.